# Series de Madhava

Comparación de la convergencia de varias series infinitas históricas de Π. S_{n} es la aproximación después de n términos. Cada subtrama posterior aumenta horizontalmente el área sombreada de gris 10 veces. (click para más detalles)

En matemáticas, una serie de Madhava, también conocida como una serie de Leibniz es cualquiera de las series pertenecientes a una colección de expresiones de series infinitas todas las cuales se cree que fueron descubiertas por Madhava de Sangamagrama (c. 1350-c. 1425), el fundador de la escuela de astronomía y matemáticas de Kerala; y posteriormente por Gottfried Wilhelm Leibniz, entre otros. Estas expresiones son los desarrollos en serie de Maclaurin de las funciones trigonométricas seno, coseno y arco tangente, y el caso especial del desarrollo en serie de potencias de la función arco tangente, produciendo una fórmula para el cálculo de π. 
Los desarrollos en series de potencias de las funciones seno y coseno se denominan respectivamente serie seno de Madhava y serie coseno de Madhava. La serie de potencias de la función arco tangente a veces se denomina serie de Madhava-Gregory o serie de Gregory-Madhava. Estas series de potencias también se denominan colectivamente series de Taylor-Madhava. La fórmula para π se conoce como serie de Madhava-Newton o serie de Madhava-Leibniz; o también fórmula de Leibniz para pi, o serie de Leibnitz-Gregory-Madhava. Estas denominaciones adicionales para las diversas series reflejan los nombres de los descubridores o divulgadores occidentales de las series respectivas. 
Las demostraciones de estas series usan muchos conceptos relacionados con el cálculo, como la suma, la tasa de variación y la interpolación, lo que sugiere que los matemáticos indios tenían una comprensión sólida del concepto de límite y de los conceptos básicos del cálculo mucho antes de que se desarrollaran en Europa. Otra evidencia del grado de avance de las matemáticas indias, que como el interés en las series infinitas y el uso de un sistema decimal de base diez también sugiere que era posible que el cálculo se hubiera desarrollado en India casi 300 años antes de su nacimiento reconocido en Europa.
Ninguna obra conservada de Madhava contiene declaraciones explícitas con respecto a las expresiones que ahora llevan su nombre. Sin embargo, en los escritos de miembros posteriores de la escuela de astronomía y matemáticas de Kerala, como Nilakantha Somayaji y Jyeṣṭhadeva, se pueden encontrar atribuciones inequívocas de estas series a Madhava. También se pueden rastrear en los trabajos de estos astrónomos y matemáticos posteriores las demostraciones indias de estos desarrollos en serie, que proporcionan suficientes indicaciones sobre el enfoque que Madhava había adoptado para llegar a sus resultados. 
A diferencia de la mayoría de las culturas anteriores, bastante incómodas con la idea de infinito, Madhava se mostraba complacido de poder operar con este concepto, particularmente con las series infinitas. Demostró cómo, aunque el número 1 se puede aproximar agregando un medio más un cuarto más un octavo más un dieciseisavo, etc. (como sabían incluso los antiguos egipcios y griegos), el total exacto de 1 solo se puede lograr mediante la suma de infinitas fracciones. Pero Madhava fue más allá y vinculó la idea de una serie infinita con la geometría y la trigonometría. Se dio cuenta de que, al sumar y restar sucesivamente diferentes fracciones de números impares hasta el infinito, podía encontrar una fórmula exacta para π (esto fue dos siglos antes de que Leibniz llegara a la misma conclusión en Europa).

## La serie de Madhava en notación moderna
En los escritos de los matemáticos y astrónomos de la escuela de Kerala, las series de Madhava se describen expresadas en la terminología y los conceptos imperantes en aquella época. Cuando se traducen estas ideas a las notaciones y conceptos de las matemáticas modernas, se obtienen los equivalentes actuales de las series de Madhava. Estas versiones modernas de las expresiones de sus series infinitas son las siguientes:
| N.º | Series                               | Nombre                             | Descubridores occidentales de las series y fechas aproximadas del descubrimiento |
| --- | ------------------------------------ | ---------------------------------- | -------------------------------------------------------------------------------- |
| 1   | sin x = x − x33! + x55! − x77! + ... | Serie del seno de Madhava          | Isaac Newton (1670) y Wilhelm Leibniz (1676)                                     |
| 2   | cos x = 1 − x22! + x44! − x66! + ... | Serie del coseno de Madhava        | Isaac Newton (1670) y Wilhelm Leibniz (1676)                                     |
| 3   | arctan x = x − x3 + x5 − x7 + ...    | Serie del arco tangente de Madhava | James Gregory (1671) y Wilhelm Leibniz (1676)                                    |
| 4   | π4 = 1 − 13 + 15 − 17 + ...          | Fórmula de Madhava para Π          | James Gregory (1671) y Wilhelm Leibniz (1676)                                    |

## Las series en "Las propias palabras de Madhava"
No se ha conservado ninguna de las obras de Madhava que contenga alguna de las expresiones en serie que se le atribuyen. Estas expresiones figuran en los escritos de sus seguidores de la escuela de Kerala. En numerosos escritos, estos autores han dejado constancia de que las series se usan "según lo dicho por Madhava". Por lo tanto, se puede suponer con seguridad que los enunciados de las diversas series encontradas en el Tantrasamgraha y sus comentarios reflejan "las propias palabras de Madhava". Las traducciones de los versos relevantes que figuran en el Yuktidipika, un comentario del Tantrasamgraha (también conocido como Tantrasamgraha-vyakhya) escrito por Sankara Variar (circa. 1500-1560) se reproducen a continuación, representados en la notación matemática actual.

## Serie seno de Madhava

### En las propias palabras de Madhava
La serie seno de Madhava se declara en los versos 2.440 y 2.441 en el comentario Yukti-dipika (Tantrasamgraha-vyakhya) de Sankara Variar. La traducción de los versos es la siguiente: 
Multiplique el arco por el cuadrado del arco y tome el resultado de repetir eso (cualquier número de veces). Divida (cada uno de los numeradores anteriores) por los cuadrados de los números pares sucesivos aumentados por ese número y multiplicados por el cuadrado del radio. Coloque el arco y los resultados sucesivos así obtenidos uno debajo del otro, y reste cada uno del anterior. Estos juntos dan la jiva, como se recoge en el verso que comienza con "vidvan", etc.

### Explicación actualizada
Sea r el radio del círculo y s la longitud del arco: 
- Los siguientes numeradores se forman primero:

{\displaystyle s\cdot s^{2},\qquad s\cdot s^{2}\cdot s^{2},\qquad s\cdot s^{2}\cdot s^{2}\cdot s^{2},\qquad \cdots }
- Estos se dividen por las cantidades especificadas en el verso.

{\displaystyle s\cdot {\frac {s^{2}}{(2^{2}+2)r^{2}}},\qquad s\cdot {\frac {s^{2}}{(2^{2}+2)r^{2}}}\cdot {\frac {s^{2}}{(4^{2}+4)r^{2}}},\qquad s\cdot {\frac {s^{2}}{(2^{2}+2)r^{2}}}\cdot {\frac {s^{2}}{(4^{2}+4)r^{2}}}\cdot {\frac {s^{2}}{(6^{2}+6)r^{2}}},\qquad \cdots }
- Colóquese el arco y los resultados sucesivos así obtenidos uno debajo del otro, y réstese cada uno del anterior para obtener jiva:

{\displaystyle {\text{jiva}}=s-\left[s\cdot {\frac {s^{2}}{(2^{2}+2)r^{2}}}-\left[s\cdot {\frac {s^{2}}{(2^{2}+2)r^{2}}}\cdot {\frac {s^{2}}{(4^{2}+4)r^{2}}}-\left[s\cdot {\frac {s^{2}}{(2^{2}+2)r^{2}}}\cdot {\frac {s^{2}}{(4^{2}+4)r^{2}}}\cdot {\frac {s^{2}}{(6^{2}+6)r^{2}}}-\cdots \right]\right]\right]}

### Transformación a notación matemática
Sea θ el ángulo subtendido por el arco s en el centro del círculo. Entonces s = r θ y jiva = r sin θ. Sustituyendo estos en la última expresión y simplificando, se obtiene 
{\displaystyle \sin \theta =\theta -{\frac {\theta ^{3}}{3!}}+{\frac {\theta ^{5}}{5!}}-{\frac {\theta ^{7}}{7!}}+\quad \cdots }
que es la expansión de la serie de potencia infinita de la función seno. 

### La reformulación de Madhava para el cálculo numérico
La última línea en el verso 'como se recopila en el verso que comienza con "vidvan", etc.′ es una referencia a una reformulación de la serie introducida por el propio Madhava para simplificar los cálculos para valores específicos del arco y del radio. Para tal reformulación, considera un círculo, cuya cuarta parte mide 5400 minutos (o sea, C minutos) y desarrolla un esquema para los cálculos fáciles de las jiva de los diversos arcos de dicho círculo. Sea R el radio de un círculo, una cuarta parte del cual mide C. Madhava ya había calculado el valor de π usando su fórmula en serie. Utilizando este valor de π, fijado en 3.1415926535922, el radio R se calcula como sigue:
R = 2 × 5400 / π = 3437.74677078493925 = 3437 minutos de arco 44 segundos de arco 48 sexagésimas de segundo de arco = 3437 ′ 44 ′ ′ 48 ′ ′ ′ .
La expresión de Madhava para jiva correspondiente a cualquier arco s de un círculo de radio R es equivalente a la siguiente: 
{\displaystyle {\begin{aligned}{\text{jiva }}&=s-{\frac {s^{3}}{R^{2}(2^{2}+2)}}+{\frac {s^{5}}{R^{4}(2^{2}+2)(4^{2}+4)}}-\cdots \\[6pt]&=s-\left({\frac {s}{C}}\right)^{3}\left[{\frac {R\left({\frac {\pi }{2}}\right)^{3}}{3!}}-\left({\frac {s}{C}}\right)^{2}\left[{\frac {R\left({\frac {\pi }{2}}\right)^{5}}{5!}}-\left({\frac {s}{C}}\right)^{2}\left[{\frac {R\left({\frac {\pi }{2}}\right)^{7}}{7!}}-\cdots \right]\right]\right].\end{aligned}}}
Y calcula los siguientes valores:
| N.º | Expresión           | Valor         | Valor en el sistema Katapayadi  |
| --- | ------------------- | ------------- | ------------------------------- |
| 1   | R × (π / 2)3 / 3!   | 2220′ 39′ 40′ | ni-rvi-ddhā-nga-na-rē-ndra-rung |
| 2   | R × (π / 2)5 / 5!   | 273′ 57′ 47′  | sa-rvā-rtha-śī-la-sthi-ro       |
| 3   | R × (π / 2)7 / 7!   | 16′ 05′ 41′   | ka-vī-śa-ni-ca-ya               |
| 4   | R × (π / 2)9 / 9!   | 33′ 06′       | tu-nna-ba-la                    |
| 5   | R × (π / 2)11 / 11! | 44′           | vi-dvān                         |

Entonces, el jiva se puede calcular utilizando el siguiente esquema: 
jiva = s − ( s / C ) 3 [(2220 ′ 39 ′ ′ 40 ′ ′ ′ ) − ( s / C ) 2 [(273 ′ 57 ′ ′ 47 ′ ′ ′ ) − ( s / C ) 2 [( 16 ′ 05 ′ ′ 41 ′ ′ ′ ) − ( s / C ) 2 [(33 ′ ′ 06 ′ ′ ′ ) − ( s / C ) 2 (44 ′ ′ ′ )]]]].
Esto da una aproximación de jiva por su polinomio de Taylor de orden 11. Implica una división, seis multiplicaciones y cinco restas solamente. Madhava prescribe este esquema computacional numéricamente eficiente en las siguientes palabras (traducción del versículo 2.437 en Yukti-dipika): 
vi-dvān, tu-nna-ba-la, ka-vī-śa-ni-ca-ya, sa-rvā-rtha-śī-la-sthi-ro, ni-rvi-ddhā-nga-na-rē- ndra-rung Multiplica sucesivamente estos cinco números en orden por el cuadrado del arco dividido por el cuarto de la circunferencia (5400′), y resta del siguiente número. (Continúe este proceso con el resultado así obtenido y el siguiente número). Multiplique el resultado final por el cubo del arco dividido por la cuarta parte de la circunferencia y réstese del arco.

## Serie coseno de Madhava

### En las propias palabras de Madhava
La serie de coseno de Madhava se formula en los versos 2.442 y 2.443 en el comentario de Yukti-dipika (Tantrasamgraha-vyakhya ) de Sankara Variar. La traducción de los versos es: 
Multiplíquese el cuadrado del arco por la unidad (es decir, el radio) y tome el resultado de repetir eso (cualquier número de veces). Divide (cada uno de los numeradores anteriores) por el cuadrado de los números pares sucesivos disminuidos por ese número y multiplicados por el cuadrado del radio. Pero el primer término es (ahora) (el que está) dividido por dos veces el radio. Coloque los resultados sucesivos así obtenidos uno debajo del otro y reste cada uno del anterior. Estos juntos dan el śara como se recoge en el verso que comienza con stena, stri, etc.

### Explicación actualizada
Sea r  el radio del círculo y s la longitud del arco: 
- Los siguientes numeradores se forman primero:

{\displaystyle r\cdot s^{2},\qquad r\cdot s^{2}\cdot s^{2},\qquad r\cdot s^{2}\cdot s^{2}\cdot s^{2},\qquad \cdots }
- Estos se dividen por las cantidades especificadas en el verso.

{\displaystyle r\cdot {\frac {s^{2}}{(2^{2}-2)r^{2}}},\qquad r\cdot {\frac {s^{2}}{(2^{2}-2)r^{2}}}\cdot {\frac {s^{2}}{(4^{2}-4)r^{2}}},\qquad r\cdot {\frac {s^{2}}{(2^{2}-2)r^{2}}}\cdot {\frac {s^{2}}{(4^{2}-4)r^{2}}}\cdot {\frac {s^{2}}{(6^{2}-6)r^{2}}},\qquad \cdots }
- Colóquense el arco y los resultados sucesivos así obtenidos uno debajo del otro, y réstese cada uno del anterior para obtener śara:

{\displaystyle {\text{sara}}=r\cdot {\frac {s^{2}}{(2^{2}-2)r^{2}}}-\left[r\cdot {\frac {s^{2}}{(2^{2}-2)r^{2}}}\cdot {\frac {s^{2}}{(4^{2}-4)r^{2}}}-\left[r\cdot {\frac {s^{2}}{(2^{2}-2)r^{2}}}\cdot {\frac {s^{2}}{(4^{2}-4)r^{2}}}\cdot {\frac {s^{2}}{(6^{2}-6)r^{2}}}-\cdots \right]\right]}

### Transformación a notación matemática
Sea θ el ángulo subtendido por el arco s en el centro del círculo. Entonces, s = rθ y Sara = r (1 - cos θ). Sustituyendo estos en la última expresión y simplificando, se obtiene: 
{\displaystyle 1-\cos \theta ={\frac {\theta ^{2}}{2!}}-{\frac {\theta ^{4}}{4!}}+{\frac {\theta ^{6}}{6!}}+\quad \cdots }
de lo que resulta la serie de potencias infinita del desarrollo de la función coseno. 

### La reformulación de Madhava para el cálculo numérico
La última línea en el verso ′tal como se recoge en el verso que comienza con stena, stri, etc.′ es una referencia a una reformulación introducida por el propio Madhava para simplificar los cálculos necesarios para valores específicos del arco y del radio. Como en el caso de la serie del seno, considera un círculo tal que su cuarta parte mide 5400 minutos (o sea, C minutos) y desarrolla un procedimiento para simplificar los cálculos de los śara′s de los diversos arcos de dicho círculo. Sea R el radio de un círculo, una cuarta parte del cual mide C unidades. Entonces, como en el caso de la serie seno, Madhava obtiene R = 3437′ 44′′ 48′′′.
La expresión de Madhava para śara correspondiente a cualquier arco s de un círculo de radio R equivale a la expresión siguiente: 
{\displaystyle {\begin{aligned}{\text{jiva }}&=R\cdot {\frac {s^{2}}{R^{2}(2^{2}-2)}}-R\cdot {\frac {s^{4}}{R^{4}(2^{2}-2)(4^{2}-4)}}-\cdots \\&=\left({\frac {s}{C}}\right)^{2}\left[{\frac {R\left({\frac {\pi }{2}}\right)^{2}}{2!}}-\left({\frac {s}{C}}\right)^{2}\left[{\frac {R\left({\frac {\pi }{2}}\right)^{4}}{4!}}-\left({\frac {s}{C}}\right)^{2}\left[{\frac {R\left({\frac {\pi }{2}}\right)^{6}}{6!}}-\cdots \right]\right]\right]\end{aligned}}}
Y calcula los siguientes valores:
| N.º | Expresión           | Valor         | Valor en el sistema Katapayadi |
| --- | ------------------- | ------------- | ------------------------------ |
| 1   | R × (π / 2)2 / 2!   | 4241′ 09′ 00′ | u-na-dha-na-krt-bhu-re-va      |
| 2   | R × (π / 2)4 / 4!   | 872′ 03′ 05 ′ | mī-nā-ngo-na-ra-sim-ha         |
| 3   | R × (π / 2)6 / 6!   | 071′ 43′ 24′  | bha-drā-nga-bha-vyā-sa-na      |
| 4   | R × (π / 2)8 / 8!   | 03′ 09′ 37′   | su-ga-ndhi-na-ga-nud           |
| 5   | R × (π / 2)10 / 10! | 05′ 12′       | strī-pi-śu-na                  |
| 6   | R × (π / 2)12 / 12! | 06′           | ste-na                         |

Entonces, el śara se puede calcular usando el siguiente esquema: 
śara = ( s / C ) 2 [(4241 ′ 09 ′ ′ 00 ′ ′ ′ ) − ( s / C ) 2 [(872 ′ 03 ′ ′ 05 ′ ′ ′ ) − ( s / C ) 2 [(071 ′ 43 ′ ′ 24 ′ ′ ′ ) − ( s / C ) 2 [(03 ′ 09 ′ ′ 37 ′ ′ ′ ) − ( s / C ) 2 [(05 ′ ′ 12 ′ ′ ′ ) - (s / C) 2 (06 ′ ′ ′ )]]]]]
Esto da una aproximación de Sara por su polinomio de Taylor de orden 12, e implica una división, seis multiplicaciones y cinco sustracciones solamente. Madhava prescribe este procedimiento de cálculo numéricamente eficiente con las siguientes palabras (traducción del versículo 2.438 del Yukti-dipika): 
Los seis stena, strīpiśuna, sugandhinaganud, bhadrāngabhavyāsana, mīnāngonarasimha, unadhanakrtbhureva. Multiplica por el cuadrado del arco dividido por el cuarto de la circunferencia y resta del siguiente número. (Continúese con el resultado y el siguiente número). El resultado final será utkrama-jya (R con el signo inverso).

## Serie arco tangente de Madhava

### En las propias palabras de Madhava
La serie para el arco tangente de Madhava figura en los versos 2.206 – 2.209 del comentario al Yukti-dipika (conocido como Tantrasamgraha-vyakhya y escrito por Sankara Variar). A continuación se incluye una traducción de los versos. Jyesthadeva también proporciona una descripción de esta serie en el Yuktibhasa.
Ahora, con el mismo argumento, se puede (establecer) la determinación del arco de un seno deseado. Se hace lo siguiente: el primer resultado es el producto del seno deseado y el radio dividido por el coseno del arco. Cuando uno ha convertido el cuadrado del seno en el multiplicador y el cuadrado del coseno en el divisor, ahora se debe determinar un grupo de resultados a partir de los resultados (anteriores) que comienzan desde el primero. Cuando estos se dividen en orden por los números impares 1, 3, y así sucesivamente, y cuando uno ha restado la suma de los resultados pares (numerados) de la suma de los impares (unos), ese debería ser el arco. Aquí se requiere que el más pequeño del seno y coseno sea considerado como el deseado (seno). De lo contrario, no habría terminación de resultados incluso si se repite (el cálculo).
Mediante el mismo argumento, la circunferencia también se puede calcular de otra manera. Es como sigue: el primer resultado debe ser por la raíz cuadrada del cuadrado del diámetro multiplicado por doce. A partir de entonces, el resultado debe dividirse por tres (en) cada (caso) sucesivo. Cuando estos se dividen en orden por los números impares, comenzando con 1, y cuando uno ha restado los resultados (pares) de la suma de los impares, (eso) debería ser la circunferencia.

### Explicación actualizada
Sea s el arco del seno deseado (jya o jiva) y . Sea r el radio y sea x el coseno (kotijya). 
- El primer resultado es {\displaystyle {\tfrac {y\cdot r}{x}}} .
- Formar el multiplicador y el divisor {\displaystyle {\tfrac {y^{2}}{x^{2}}}} .
- Formar el grupo de resultados:

{\displaystyle {\frac {y\cdot r}{x}}\cdot {\frac {y^{2}}{x^{2}}},\qquad {\frac {y\cdot r}{x}}\cdot {\frac {y^{2}}{x^{2}}}\cdot {\frac {y^{2}}{x^{2}}},\qquad \cdots }
- Estos se dividen en orden por los números 1, 3, y así sucesivamente:

{\displaystyle {\frac {1}{1}}{\frac {y\cdot r}{x}},\qquad {\frac {1}{3}}{\frac {y\cdot r}{x}}\cdot {\frac {y^{2}}{x^{2}}},\qquad {\frac {1}{5}}{\frac {y\cdot r}{x}}\cdot {\frac {y^{2}}{x^{2}}}\cdot {\frac {y^{2}}{x^{2}}},\qquad \cdots }
- Suma de resultados impares:

{\displaystyle {\frac {1}{1}}{\frac {y\cdot r}{x}}+{\frac {1}{5}}{\frac {y\cdot r}{x}}\cdot {\frac {y^{2}}{x^{2}}}\cdot {\frac {y^{2}}{x^{2}}}+\cdots }
- Suma de resultados pares:

{\displaystyle {\frac {1}{3}}{\frac {y\cdot r}{x}}\cdot {\frac {y^{2}}{x^{2}}}+{\frac {1}{7}}{\frac {y\cdot r}{x}}\cdot {\frac {y^{2}}{x^{2}}}\cdot {\frac {y^{2}}{x^{2}}}\cdot {\frac {y^{2}}{x^{2}}}+\cdots }
- El arco ahora está dado por

{\displaystyle s=\left({\frac {1}{1}}{\frac {y\cdot r}{x}}+{\frac {1}{5}}{\frac {y\cdot r}{x}}\cdot {\frac {y^{2}}{x^{2}}}\cdot {\frac {y^{2}}{x^{2}}}+\cdots \right)-\left({\frac {1}{3}}{\frac {y\cdot r}{x}}\cdot {\frac {y^{2}}{x^{2}}}+{\frac {1}{7}}{\frac {y\cdot r}{x}}\cdot {\frac {y^{2}}{x^{2}}}\cdot {\frac {y^{2}}{x^{2}}}\cdot {\frac {y^{2}}{x^{2}}}+\cdots \right)}
Sea θ el ángulo subtendido por el arco s desde el centro del círculo. Entonces s=r θ; x=kotijya=r cos θ; e y=jya=r sin θ. Entonces y / x = tan θ. Sustituyendo estos en la última expresión y simplificando, se obtiene 
- {\displaystyle \theta =\tan \theta -{\frac {\tan ^{3}\theta }{3}}+{\frac {\tan ^{5}\theta }{5}}-{\frac {\tan ^{7}\theta }{7}}+\quad \cdots }.

Dejando que tan θ = q, finalmente se tiene que 
- {\displaystyle \tan ^{-1}q=q-{\frac {q^{3}}{3}}+{\frac {q^{5}}{5}}-{\frac {q^{7}}{7}}+\quad \cdots }

### Otra fórmula para la circunferencia de un círculo
La segunda parte del texto citado especifica otra fórmula para el cálculo de la circunferencia c de un círculo que tiene un diámetro d, tal como sigue: 
{\displaystyle c={\sqrt {12d^{2}}}-{\frac {\sqrt {12d^{2}}}{3\cdot 3}}+{\frac {\sqrt {12d^{2}}}{3^{2}\cdot 5}}-{\frac {\sqrt {12d^{2}}}{3^{3}\cdot 7}}+\quad \cdots }
Como c = π d, esto puede expresarse como una fórmula para calcular π de la siguiente manera: 
{\displaystyle \pi ={\sqrt {12}}\left(1-{\frac {1}{3\cdot 3}}+{\frac {1}{3^{2}\cdot 5}}-{\frac {1}{3^{3}\cdot 7}}+\quad \cdots \right)}
Esto se obtiene sustituyendo q = {\displaystyle 1/{\sqrt {3}}} (y por lo tanto, θ = π / 6) en el desarrollo en serie de potencias de tan −1 q anteriormente descrita.

## Lecturas relacionadas
- Joseph, George Gheverghese (October 2010). The Crest of the Peacock: Non-European Roots of Mathematics (3rd edición). Princeton University Press. ISBN 978-0-691-13526-7.
- K. V. Sarma, A History of the Kerala School of Hindu Astronomy (Hoshiarpur, 1972).
- A. K. Bag, Madhava's sine and cosine series, Indian J. History Sci. 11 (1) (1976), 54–57.
- D. Gold and D Pingree, A hitherto unknown Sanskrit work concerning Madhava's derivation of the power series for sine and cosine, Historia Sci. No. 42 (1991), 49–65.
- R. C. Gupta, Madhava's and other medieval Indian values of pi, Math. Education 9 (3) (1975), B45–B48.
- R. C. Gupta, Madhava's power series computation of the sine, Ganita 27 (1–2) (1976), 19–24.
- R. C. Gupta, On the remainder term in the Madhava–Leibniz's series, Ganita Bharati 14 (1–4) (1992), 68–71.
- R. C. Gupta, The Madhava–Gregory series, Math. Education 7 (1973), B67–B70.
- T. Hayashi, T. Kusuba and M. Yano, The correction of the Madhava series for the circumference of a circle, Centaurus 33 (2–3) (1990), 149–174.
- R. C. Gupta, The Madhava–Gregory series for tan−1x, Indian Journal of Mathematics Education, 11(3), 107–110, 1991.
- Kim Plofker (2009). Mathematics in India. Princeton: Princeton University Press. pp. 217–254. ISBN 978-0-691-12067-6.
- "The discovery of the series formula for π by Leibniz, Gregory, and Nilakantha" by Ranjan Roy in :  Marlow Anderson; Victor Katz; Robin Wilson, eds. (2004). Sherlock Holmes in Babylon and other tales of mathematical history. The Mathematical Association of America. pp. 111–121. ISBN 0-88385-546-1.
- "Ideas of calculus in Islam and India" by Victor J Katz in :  Marlow Anderson; Victor Katz; Robin Wilson, eds. (2004). Sherlock Holmes in Babylon and other tales of mathematical history. The Mathematical Association of America. pp. 122–130. ISBN 0-88385-546-1.
- "Was calculus invented in India?" by David Bressoud in :  Marlow Anderson; Victor Katz; Robin Wilson, eds. (2004). Sherlock Holmes in Babylon and other tales of mathematical history. The Mathematical Association of America. pp. 131–137. ISBN 0-88385-546-1.
- Victor J Katz, ed. (2007). «Chapter 4 : Mathematics in India IV. Kerala School». The mathematics of Egypt, Mesopotemia, China, India and Islam: A source book. Princeton: Princeton University Press. pp. 480–495. ISBN 978-0-691-11485-9.
- Glen Van Brummelen (2009). The mathematics of the heavens and the earth : the early history of trigonometry. Princeton: Princeton University Press. pp. 113–120. ISBN 978-0-691-12973-0.
- D. Pouvreau, Trigonométrie et "développements en séries" en Inde médiévale, I.R.E.M. de l'Université de Toulouse III (2003), 162 pages. OCLC 758823300
- D. Pouvreau, "Sur l'accélération de la convergence de la série de Madhava-Leibniz", Quadrature, n°97 (2015), pp. 17–25. ISBN 978-2-7598-0528-0

- Datos: Q6727285